# Carne salada del Trentino
La carne salada es una tipo de salume (fiambre italiano) típica de la provincia de Trento, preparado generalmente con distintos cortes de carne de vacuno (manzo), la lengua de novillo (vitellone), o de la pierna de caballo (coscia).

## Preparación
La carne salada de Trentino se obtiene con la grupa (pero ocasionalmente también con solomillo y listones) de un bovino adulto. Los cortes, limpios de todas las partes grasas y con tendones, se aderezan con una mezcla de sal y otros ingredientes y se colocan en un recipiente donde permanecerán durante 2 a 5 semanas, dependiendo del tamaño de las piezas individuales. Durante todo el período de salazón, la carne salada de Trentino debe almacenarse en habitaciones oscuras a una temperatura máxima de 12 °C y debe masajearse al menos cada 2/3 días. Es importante enfatizar que para una producción de calidad, debe evitarse el uso agua/húmedad en el proceso de producción.

## Variantes
Una variante poco conocida pero muy sabrosa de la carne salada de Trentino es la carne fumada de la Val di Cembra. Este excelente salume, que se obtiene ahumando y condimentando carne salada durante aproximadamente 4/8 semanas, es excelente para la preparación de aperitivos fragantes y para aperitivos simples. Hay una preparación similar en el Valle de Aosta, pero hecha en tiempos más cortos (5 días), que se llama carne messata, con un proceso similar a la mocetta (o motzetta), pero sin sazonar.

## Consumo
La carne salada de Trentino se usó originalmente para cocinar el simple pero sabroso bolliti (carne hervida). A lo largo de los siglos, el refinamiento de las técnicas de producción ha permitido un uso mucho más variado y hoy podemos encontrar platos tradicionales con carne salada salteada en una sartén o a la parrilla y servida con insalata di fagioli (ensalada de habas), o cruda como carpaccio o como una versión simple del tartar.

## Historia
La carne salada de Trentino es un producto del cual podemos encontrar rastros ya en un manuscrito del siglo XV titulado Libro de cosina composto et ordinato per lo hegregio homo Martino de Rubei de la Valle de Bregna, coquo dell'illustre Signore Johanne Jacobo Trivulzio.
Otro ilustre recogedora de la cocina trentina fue la baronesa Giulia Turco (1848-1912), quien en su libro L'antico focolare informa en el capítulo cuarto come preparare una buona carne salada («cómo preparar una buena carne salada»)
En el siglo XX, el matrimonio de Anna Lucia y Carlo Alberto Bauer en su manual titulado La nostra cucina - piatti vecchi e nuovi alla trentina entre polenta y sguazet y tonco de pontesel incluye a la carne salada como un elemento fundamental de la cocina de Trentino.
La difusión de la conservación de la carne probablemente se deba a la abundancia de esta materia prima según lo informado por Michel'Angelo Mariani en 1671 en su libro Trento con il Sacro Concilio et Altri Notabili en la página 21 dice que «la carne en Trento es preciosa y a buen precio todo el año. Estiria y Pusteria abastecen de bueyes, que vienen a venderse en el caterve de vez en cuando».
Esta abundancia es fácilmente comprensible al leer Casa e cucina trentina in otto secoli di principato del erudito Aldo Bertoluzza (1920-2007), donde encontramos una regla que impone que «cualquier extranjero traerá animales de carne de cualquier parte... si quiere pasar fuera del distrito de Trento se verá obligado a matar a la quinta parte de estas bestias... y venderlas en el matadero de Trento».